# 塞萊瓜河
塞萊瓜河（西班牙語：Río Seleguá）是危地馬拉的河流，由韋韋特南戈省負責管轄，屬於格里哈爾瓦河的支流，河道全長102公里，流域面積1,535平方公里，平均流量每秒38立方米。

## 外部連結
- Map of Guatemala including the river